# بيتا-كاتينين
بيتا كاتينين هو بروتين له وظيفه مزدوجة، تنظيم وتنسيق ال والنسخ الجيني. في الإنسان، يتم ترميز البروتين (سي تي ان ان بي 1) بواسطة جينات (سي تي ان ان بي 1). في ذبابة الفاكهة يسمى هذا البروتين بارماديلو .بيتا كاتينين هو جزء من بروتين الكادهيرين والذي يعمل بمثابة محول للاشارات بين الخلايا في مسار ونت لتوصيل الإشارة. توجد على نطاق واسع في الخلايا . في عضلة القلب، يتموضع البيتا كاتينين في وصلات الادهيرين الموجودة في بنية الاقراص البينية والتي تشكل نقطة اقتران هامة وميكانيكية بين الخلايا العضلية القلبية.
الطفرات والتعبير الزائد عن البيتا كاتينين يرتبط مع العديد من أنواع السرطانات، بما فيها سرطان الكبد، سرطان القولون والمستقيم، سرطان الرئة, اورام الثدي الخبيثة، سرطان المبيض وسرطان بطانة الرحم. التغييرات في تعريف وتحديد مستويات البيتا كاتينين ارتبطت مع اشكال مختلفة من امراض القلب، بما في ذلك اعتلال عضلة القلب التوسعي. البيتا كاتينين تنظم وتدمر من خلال مركب تدمير البيتا كاتينين وبشكل خاص من خلال بروتين داء السلائل القولوني الورمي الغدي (أي بي سي), والمشفره بواسطة جينات كابحة للورم التي هي جين داء السلائل القولوني الورمي الغدي (الاي بي سي). لذلك فان الطفرة الجينيه لجين ( الاي بي سي) أيضا مرتبط بقوة إلى السرطان، وبشكل خاص سرطان القولون والمستقيم الناجم عن داء السلائل الورمي الغدي العائلي (اف أي بي ).

## خلفية
اكتشف البيتا كاتينين في البداية في أوائل التسعينات كمكون من معقد الاتصاق الخلوي في الثدييات: وهو بروتين مسؤول عن التثبيت السيتوبلازمي للكادهيرينات. لكن في وقت قريب جدا، كان من الواضح ان بروتين ارماديلو في ذبابة الفاكهة تورط في توسط خلق التغييرات المورفولوجية في الونت Wingless/Wnt, وهو مناظر للبيتا كاتينين الموجود في الثدييات، ليس فقط في البنية ولكن في الوظيفة أيضا. وهكذا أصبحت البيتا كاتينين واحدة من الامثلة الأولى للعمل الإضافي: وهو بروتين يؤدي أكثر من وظيفة خلوية مختلفة .

## الأهمية السريرية

### دوره في أمراض القلب
تغير في ملامح التعبير في بيتا كاتينين ترتبط مع تمدد عضله القلب في الإنسان. بيتا كاتنين يتم نتيجه بشكل مضاعف في مرضى الذين يعانون من اعتلال عضلة القلب التوسعي. في دراسه خاصة، اظهرت ان المرضى الذين يعانون من مرحلة متأخرة من اعتلال عضل القلب التوسعي لديهم مستويات عالية من البروتينات والآر أن إيه الرسول لمستقبلات هرمون الاستروجين-ألفا، والتفاعل بين مستقبلات هرمون الاستروجين الفا مع البيتا كاتنين، فقد تم ادخال اقراص بينيه إلى الاشخاص الغير مصابين بامراض القلب فقد هذا القرص، وهذا يشير إلى ان فقدان هذا التفاعل في اقراص بينيه يلعب دور مهم في تطور قصور القلب.

### دور في السرطان
بيتا كاتنين هو طليعة الجين الورمي. فقد تم العثور على هذا الجين عادة في مجموعة متنوعة من أنواع السرطان: في سرطان الكبد، سرطان القولون والمستقيم، وسرطان المبيض وسرطان الثدي وسرطان الرئة.وتشير التقديرات إلى ان مايقارب ال 10% من جميع عينات الانسجه التي تحتوي على السرطان تظهر طفرات في الجين سي تي ان ان بي 1 .

## قراءة إضافية
- Kikuchi A (فبراير 2000). "Regulation of beta-catenin signaling in the Wnt pathway". Biochemical and Biophysical Research Communications. ج. 268 ع. 2: 243–8. DOI:10.1006/bbrc.1999.1860. PMID:10679188.
- Wilson PD (أبريل 2001). "Polycystin: new aspects of structure, function, and regulation". Journal of the American Society of Nephrology. ج. 12 ع. 4: 834–45. PMID:11274246.
- Kalluri R، Neilson EG (ديسمبر 2003). "Epithelial-mesenchymal transition and its implications for fibrosis". The Journal of Clinical Investigation. ج. 112 ع. 12: 1776–84. DOI:10.1172/JCI20530. PMC:297008. PMID:14679171.
- De Ferrari GV، Moon RT (ديسمبر 2006). "The ups and downs of Wnt signaling in prevalent neurological disorders". Oncogene. ج. 25 ع. 57: 7545–53. DOI:10.1038/sj.onc.1210064. PMID:17143299.

## روابط خارجية
- beta+Catenin في المكتبة الوطنية الأمريكية للطب نظام فهرسة المواضيع الطبية (MeSH).

- "A diverse set of proteins modulate the canonical Wnt/β-catenin signaling pathway." at cancer.gov
- "The role of β-catenin in signal transduction, cell fate determination and trans-differentiation" at nih.gov
- "Researchers Offer First Direct Proof of How Arthritis Destroys Cartilage" at rochester.edu